# Zea (keresztnév)
A Zea latin eredetű női név, jelentése: kedves szemű.[forrás?]

## Gyakorisága
1994-ben vált anyakönyvezhetővé, a 2000-es években nem szerepel a 100 leggyakoribb női név között.

## Névnapok
- április 17.[forrás?]